# 欽ちゃんファミリー
欽ちゃんファミリー（きんちゃんファミリー）とは、欽ちゃんこと萩本欽一が育てた、あるいは彼のバラエティ番組でブレイクしたタレントなどを総称する芸能人ファミリー。
なお、初期の欽ちゃんファミリーの事は『欽ちゃん一座』と呼ばれていた。

## 概要
世間的には事実上「欽ちゃんの一門」という解釈をされることが多い。だが、『欽ちゃんファミリー』とは、あくまで萩本欽一のテレビ番組で芸能人としての能力を見出された、あるいは育てられた人物の集まりである。例えば、コサキン（小堺一機・関根勤）は浅井企画の後輩芸人であり、厳密に言えば萩本と師弟関係にあるわけではない。斉藤清六に至っては萩本自身「世間の皆さん、あれは違いますからね」と言明していたが、現在では唯一の弟子として認めた。
隆盛期ではメンバーは出演番組ごとに分けられていた。芸能人に対する辛口の批評家としても知られるダウンタウンの松本人志は、松居直美や勝俣州和、はしのえみを指して「欽ちゃんファミリーは、振ったら必ず（すぐさまに）何か返すように教育されている（だから絡みやすい）」と評価している。
また、萩本の芸の好みもあって、欽ちゃんファミリーに分類される芸能人については下ネタ厳禁の不文律が存在すると言われており、これは小堺や黒部幸英など多くの者がトークのネタの1つとしても使っている。実際、欽ちゃんファミリーと称される芸能人には概ね共通して、安易に下ネタに頼ることなく芸を磨くことが徹底されていることから、放送局やイベント運営会社にとって『欽ちゃんファミリー』は、時間帯を選ばず、さらには子供向けの番組やイベントなどでも安心して起用できる芸能人のブランドとして事実上認知されており、放送局などのほか、学校関係などからの公演や演芸の仕事の依頼が来る者もいる。

## 主なファミリー

### 欽ドン
- 前川清
- 志賀勝
- 香坂みゆき
- イモ欽トリオ（山口良一、西山浩司）
- よせなべトリオ（生田悦子、小柳みゆき（現：小柳友貴美）、松居直美）
- 中原理恵
- 志穂美悦子
- 黒部幸英（クロベエ）
- 柳葉敏郎
- 武野功雄
- 気仙沼ちゃん（現在は一般人）
- 遠藤由美子
- 坂上とし恵（現：野々村俊恵）
- 水野久美

### 欽どこ
- 関根勤
- 小堺一機
- 見栄晴（藤本正則）
- 斉藤清六
- 叶和貴子（斉藤清六との番組内ミニドラマ）
- わらべ（倉沢淳美、高橋真美）
- 真屋順子
- 細川たかし
- 田中好子
- 下條アトム
- 若原一郎

### 週刊欽曜日
- 中原理恵
- 風見しんご
- 佐藤B作
- 小西博之
- 清水由貴子
- 清水善三
- あめくみちこ
- 乃生佳之
- 八木瑞生（現在は一般人）

### 休養復帰以降
- はしのえみ
- 車だん吉
- Take2（東貴博、深沢邦之）
- CHA-CHA（勝俣州和、松原桃太郎、西尾拓美、中村亘利、木野正人）
- JA-JA（長戸勝彦、水谷敦 現:水谷あつし）
- パワーズ（火野玉男（現：堀部圭亮）、須間一弥）
- サンドイッチ（鳥居かほり、藤井暁（テレビ朝日アナウンサー））
- 森末慎二
- 田中美佐子
- 奈津あつし（現：佐藤あつし）
- 野咲たみこ
- 高橋英樹
- 香取慎吾
- 山本圭一
- パンチ佐藤
- ジミー大西
- ぼんちおさむ
- 島田洋七
- 間寛平
- ラサール石井
- 涼風真世
- 石田純一
- 向井亜紀
- 大森ヒロシ

ほか